# Tepaneca
Tepaneca (Tepanec) /=ljudi mosta/, indijanski narod iz Meksika srodan Astecima koji u dolinu Meksika dolaze treći po redu, odmah iza Chalca te se nastanjuju na zapadnom dijelu Doline Meksika. Tepaneci su pripadali široj grupi Nahua a živjeli su u gradu Azcapotzalco na zapadnoj obali jezera Texcoco. Oni su pripadali onim Nahuama, Nahuatlacama, koji su sa sjevera dolazili u Dolinu Meksika, a prvi među Nahuatlacama bili su Xochimilca (Šočimilka), pa nadalje po redu Chalca (Čalka), Tepaneca, Culhua, Tlatluicans (Tlatluikanci), Tlaxcalteca (Tlaškalteka) i Asteci. Za Tepaneke se kaže da su još između 950 i 1100 lutali okolnim krajevima dok se nisu skrasili u Azcapotzalcu. Tepaneki su se u novoj domovini podijelili na više skupina. Jedna od njih bili su Tlacopans (Tlakopanci) koji ulaze kao jedno od 3 plemena u astečki savez. Druga njihova skupina naselila se odmah južno od Tlaškalanaca, gdje ih nalazimo pod imenom Tepeaca. Porazom Tepeakanaca njihov grad postaje point d'appui za buduće operacije.

## Vanjske poveznice
- Origenes  Arhivirana inačica izvorne stranice od 25. lipnja 2008. (Wayback Machine)